# 1988 en sport
Cet article présente les faits marquants de l'année 1988 en sport.

## Athlétisme
- Fondation de la Fédération d'athlétisme de Tahiti et des îles (FATI), ancêtre de la fédération actuelle, en Polynésie française.

## Automobile
- 30 octobre (Formule 1) : le Brésilien Ayrton Senna remporte son premier titre de champion du Monde des conducteurs au volant d'une McLaren-Honda à Suzuka (Japon).

## Baseball
- Finale du championnat de France : Paris UC bat Savigny.
- Les Dodgers de Los Angeles remportent la Série mondiale face aux Athletics d'Oakland.

## Basket-ball
- CSP Limoges est champion de France.
- NBA : les Lakers de Los Angeles sont champions NBA face aux Pistons de Détroit.
- Fondation du club floridien Miami Heat.

## Cyclisme
- Pedro Delgado remporte le 75e Tour de France.

## Football
- Les Pays-Bas remportent le Championnat d'Europe de football.
  - Article de fond : Championnat d'Europe de football 1988
- Le FC Metz remporte sa deuxième Coupe de France de football en battant aux tirs au but le FC Sochaux-Montbéliard : 1-1 après prolongation et 5 tirs au but à 4.

## Football américain
- 31 janvier : les Redskins de Washington remportent le Super Bowl XXII face aux Broncos de Denver 42-10.
- Finale du championnat de France : Castors Paris bat Anges Bleus Joinville.
- Eurobowl II : Helsinki Roosters (Finlande) 25, Amsterdam Crusaders (Hollande) 14.

## Golf
- Mai : Masters - Sandy Lyle.
- Juin : US Open - Curtis Strange.
- Juillet : British Open - Severiano Ballesteros.
- Août : USPGA - Jeff Sluman.

## Hockey sur glace
- Les Oilers d'Edmonton remportent la Coupe Stanley.
- Coupe Magnus : Mont-Blanc champion de France.
- Lugano champion de Suisse.

## Jeux olympiques
- Jeux olympiques d'été à Séoul (Corée du Sud) dont les compétitions se tiennent entre le 17 septembre et le 2 octobre.
  - Article de fond: Jeux olympiques d'été de 1988.
- Jeux olympiques d'hiver à Calgary (Canada) dont les compétitions se tiennent entre le 13 février et le 28 février.
  - Article de fond: Jeux olympiques d'hiver de 1988.

## Natation
- 23 septembre : le nageur allemand Uwe Daßler bat le record du monde du 400 m nage libre, à Séoul, lors des Jeux olympiques d'été, en 3 min 46 s 95.

## Rugby à XIII
- 7 mai : à Narbonne, le Pontet remporte la Coupe de France face à Saint-Estève 5-2.
- 15 mai : à Toulouse, le Pontet remporte le Championnat de France face au XIII Catalan 14-2.
- 25 juin : la Fédération Française de Jeu à XIII reprend officiellement son nom original de Fédération de Rugby à XIII.
- 17 juillet : L'Australie remporte la Coupe du monde de rugby à XIII.
  - Article de fond : Coupe du monde de rugby à XIII 1985-1988

## Rugby à XV
- Le pays de Galles et la France gagnent le Tournoi des Cinq Nations.
  - Article détaillé : Tournoi des Cinq Nations 1988
- Le SU Agen est champion de France.

## Ski alpin
- Coupe du monde
  - Le Suisse Pirmin Zurbriggen remporte le classement général de la Coupe du monde.
  - La Suissesse Michela Figini remporte le classement général de la Coupe du monde féminine.

## Tennis
- Open d'Australie : Mats Wilander gagne le tournoi masculin. Steffi Graf s'impose chez les femmes contre Chris Evert, elle devint cette année-là la troisième femme à réaliser le grand chelem.
- Tournoi de Roland-Garros : Mats Wilander remporte le tournoi masculin, Steffi Graf gagne chez les femmes contre Natasha Zvereva.
- Tournoi de Wimbledon : Stefan Edberg gagne le tournoi masculin, Steffi Graf s'impose chez les femmes contre Martina Navrátilová.
- US Open : Mats Wilander gagne le tournoi masculin, Steffi Graf gagne chez les femmes contre Gabriela Sabatini.
- Coupe Davis : l'Allemagne gagne face à la Suède en finale (4-1), voir l'Article détaillé : Coupe Davis 1988.
- Jeux olympiques de Séoul : Steffi Graf remporte la médaille d'or du tennis féminin. Ajoutée à son Grand chelem, cette médaille d'or constitue le « Golden Grand Slam » ou Grand chelem en or, inédit et jamais égalé depuis.

## Voile
- Philippe Poupon remporte l'OSTAR à bord de Fleury Michon IX en 10 j 9 h 15 min.

## Naissances
- 22 janvier : Greg Oden, joueur américain de basket-ball.
- 25 janvier : Tatiana Golovin, joueuse de tennis française, d’origine russe.
- 13 février : Kayra Sayıt, judoka franco-turque.
- 18 février : Alexandre Sidorenko, joueur de tennis français, d’origine russe.
- 1er mars : Nolan Roux, footballeur français.
- 10 mars : Magali Rousseau, nageuse française.
- 6 avril : Mike Matczak, joueur de hockey sur glace américain.
- 10 avril :
  - Chris Heston, joueur de baseball américain.
  - Pilar Bakam Tzuche, haltérophile camerounaise.
- 20 avril : Nadin Dawani, taekwondoïste jordanienne.
- 12 mai : Marcelo Vieira da Silva Júnior, footballeur brésilien jouant au poste d'arrière latéral gauche.
- 15 mai : Loïc Korval, judoka français, champion d'Europe en 2014 et médaillé mondial en 2010.
- 29 juin :
  - Jérémy Jurkiewicz, triathlète professionnel français.
  - Adrian Mannarino, joueur de tennis professionnel français.
- 1er juillet : Sofiane Milous, judoka français.
- 25 juillet : Paulinho, footballeur brésilien.
- 6 août : Simon Mignolet, footballeur belge.
- 9 août : Willian, footballeur brésilien.
- 10 septembre : Jordan Staal, joueur canadien de hockey sur glace.
- 14 septembre : Martin Fourcade, biathlète français.
- 16 septembre : Daniel Clark, basketteur anglais.
- 6 octobre : Anne-Sophie Barthet, skieuse alpine française.
- 17 octobre : Federico Colbertaldo, nageur italien.
- 1er décembre : Papy Djilobodji, footballeur sénégalais.
- 29 décembre : Ágnes Szávay, Joueuse professionnelle de tennis hongroise.

## Décès
- 22 mars : Eugène Ribère, joueur de rugby à XV français, international au poste de troisième ligne aile de 1924 à 1933. (° 14 juin 1902).
- 26 mars : Joseph Desclaux (dit Jep), joueur français de rugby à XV. (° 1er février 1912).